# Porta Furba Quadraro
Porta Furba Quadraro är en station på Roms tunnelbanas Linea A. Stationen är belägen vid Via Tuscolana i området Quadraro i Municipio V i sydöstra Rom och togs i bruk 1980.
Stationen Porta Furba Quadraro har:
- Biljettautomater

## Kollektivtrafik
- Busshållplats för ATAC

## Omgivningar
- Alexander Severus mausoleum (Monte del Grano)
- Torpignattara
- Mandrione
- Acquedotto Felice
- Quadraro
- Porta Furba

### Kyrkobyggnader
- Santa Maria del Buon Consiglio a Porta Furba